# Zouk
Pour l’article ayant un titre homophone, voir Zouc.
 (septembre 2024).
Si vous disposez d'ouvrages ou d'articles de référence ou si vous connaissez des sites web de qualité traitant du thème abordé ici, merci de compléter l'article en donnant les références utiles à sa vérifiabilité et en les liant à la section « Notes et références ».
Sous-genres
Zouk love
Genres dérivés
Soulzouk, lambazouk, ragga-zouk, zouk RnB, ghettozouk, zouk bass
Genres associés
Gumbe
Le zouk est un mouvement musical ayant émergé de Guadeloupe, territoire français d'outre-mer, entre la fin des années 1970 et le début des années 1980 et répandu principalement aux Antilles françaises. C'est le groupe Kassav', fondé par les Guadeloupéens Pierre-Édouard Décimus, Georges Décimus et Jacob Desvarieux, qui fait connaître ce genre musical dans le monde avec des tubes tels que Zouk la sé sèl médikaman nou ni ou Syé Bwa.
Dès son apparition le zouk s’est caractérisé par un tempo rapide de 120 à 145 BPM, un rythme souligné par les percussions et une forte section de cuivres. Dans la 2e partie des années 1980, des groupes comme Zouk Machine (avec leur tube Maldòn la musique dans la peau) fondé par les deux membres du groupe Expérience 7 (Guy Houllier et Yves Honoré) ou le chanteur Patrick Saint-Éloi ont à leur tour fait évoluer cette musique.

## Terminologie
Le percussionniste martiniquais Henri Guédon indique que dès les années 1960, le mot zouk faisait référence à des lieux de danse populaire. Le chroniqueur Michel Thimon estime également que le terme zouk désignait à l'origine une sorte de salle de bal peu conventionnelle. Au début du XXe siècle, le zouk désigne un bal « chaud » et aujourd'hui[Quand ?] encore, on appelle[style à revoir] « zouk » les soirées dansantes organisées chez des particuliers[réf. nécessaire]. Toutefois, si le mot zouk identifiait en Martinique un lieu où se déroulaient des festivités, le terme ne s'identifiait ni à un genre musical en particulier ni faisait référence à la musique zouk telle qu'elle a été codifiée, en Guadeloupe, vers la fin des années 1970.

## Histoire

### Origines
Le zouk, de nature expérimentale, ayant pris naissance en s'inspirant en continu des divers genres musicaux a toujours eu un rapport d'échange avec ses racines. Au même titre que le genre se nourrit de multiples sonorités (compas, rumba congolaise, jazz, RnB, salsa, raggamuffin, hip-hop), ces mêmes sonorités se nourrissent du zouk en retour. Il s'agit d'un cercle vertueux dans lequel les échanges ne sont pas unilatéraux. On peut donc apercevoir alors des sonorités zouk au travers d'un large éventail de musiques Afro-latino-urbaines.
Le continent africain, dont s'est principalement nourri le zouk a, par ailleurs, érigé « La maison du zouk » en Angola, preuve de cette reconnaissance des divers échanges culturels, et symbolique de l'histoire du genre musical.

### Débuts
Popularisée par le saxophoniste Haïtien Webert Sicot et jouée entre autres par Simond Jurad, la musique kadans originaire d'Haïti a eu une grande influence sur beaucoup de musiciens guadeloupéens et a contribué à la création de la musique zouk.[réf. nécessaire]
En 1980, Pierre-Édouard Décimus, musicien dans un groupe kadans guadeloupéen (Les Vikings de la Guadeloupe) depuis les années 1960 décide avec Freddy Marshall et d'autres musiciens antillais, d'expérimenter de nouvelles sonorités dans la musique qu'ils ont toujours jouée. Très attaché à la musique populaire de carnaval, Décimus cherche à l'adapter aux techniques musicales modernes. Les deux hommes recrutent aussi Jacob Desvarieux, guitariste de studio confirmé et Georges Décimus (le frère du premier), bassiste, ainsi que d'autres musiciens de cabaret. Le groupe se forme au fur et à mesure. Cette première mouture du groupe rentre en studio et au début de l'année 1979 paraît le premier album de Kassav', intitulé Love and Ka Dance. Et à côté de la kadans, un nouveau genre musical est né qui servira de base au zouk actuel, mais qui ne fera pas long feu : le zouk béton.

### Zouk original, zouk béton ou chiré
Le zouk béton est le zouk original qui est issu d'un mélange de gwo ka, de calypso, de biguine, de rythmes africains, de kompa ou de kadans, très rythmé, chanté en créole et qualifié de Voyé monté (« qui bouge beaucoup »). On trouve ce rythme notamment dans les chansons de carnaval et le zouk béton se danse généralement sans partenaire.
Le groupe Kassav' popularise le zouk béton durant les années 1980 avec des tubes tels que Zouk la sé sèl médikaman nou ni, Ayé, Hawa, Chiré, Djoni, Banzawa, Mwen malad aw, Ki nom manmanw, Syé bwa, Ba nou zouk la et Zioum tube de carnaval chanté par Jean-Philippe Marthély. Sadi Lancréot connaît aussi un grand succès avec son tube Simao, titre très populaire et premier au hit parade de toutes les radios locales. Frédéric Caracas et son groupe Zouk All Stars popularisent également le zouk béton avec leurs tubes Vini et Chiraj. D'autres morceaux comme Mi chalè, Zouk à gogo de Tanya Saint-Val et Son la ri, Kay manman de Jocelyne Béroard ont été des tubes. Dans le courant, le groupe Zouk Machine enregistre en 1989 Maldòn (un tube vendu à plus d'un million de singles et resté no 1 des ventes de singles en France pendant neuf semaines). Le groupe composé de Jane Fostin, Christiane Obydol et Dominique Zorobabel, connaît de nombreux succès hexagonaux et reste l'une des références de la musique Antillaise. Puis le zouk béton perd de sa popularité dans les années 1980. Mais toutefois, durant les balbutiements de la musique zouk, Kassav' a su apporter de nouveaux sons, surtout au niveau des basses, claviers et cuivres donnant à cette musique un air de modernité et surtout de fête, une musique vivante et dansante en somme. Et introduit également la technologie du MIDI dans la musique Caribéenne.

### Rapport avec la musique africaine
L'influence de la musique africaine a été fondamentale. Car l'orchestre marquant, vers la fin des années 1960 aux Antilles, était un groupe composé d'Africains, les Ryco Jazz, dont les modèles musicaux (rumba zaïroise et autres rythmes urbains) allaient servir de base aux nombreuses copies antillaises plus ou moins heureuses qui se succédaient. La lente évolution devait d'abord se faire en simplification rythmique et mélodique, puis à nouveau en enrichissement rythmique, mélodique et aussi instrumental, jusqu'à la sophistication orchestrale des dernières productions de Kassav'. Les Ryco Jazz comme leur nom l'indique tenait plus du quartet de jazz que du grand orchestre de variété. Ajoutons que le saxophoniste Jean-Serge Essous, depuis l'époque du groupe de rumba congolaise (OK Jazz), avait créé une formule où en plus du saxophone, une guitare pouvait jouer la partition d'un saxophone alto, manière de procéder qui a révolutionné la musique caribéenne lorsqu'il ramène ce concept en Martinique en 1966-1967.

### Années 1980–1990
Les années 1980 sont riches en musique aux Antilles. Beaucoup de titres sont des hits mémorables : le hit Zouké interprété par le Guadeloupéen Patrick Saint-Éloi en 1984 et d'autres tubes comme Pa bizwen palé interprété par Jocelyne Béroard, Patrick Saint-Éloi et Jean-Philippe Marthély, Bel kréati chanté par Jean-Philippe Marthély et surtout le Kolé séré chanté en duo par Jocelyne Béroard et Philippe Lavil (disque d'or en France[réf. nécessaire]). Patrick Saint-Éloi a également chanté d'autres tubes marquants comme Darling, West-Indies, Rèv an mwen, À la demande, Lésansyèl, O la ou yé, Choisi, Filé zétwal et Mizik ; en duo avec Jean-Philippe Marthély, Pazapa, Bizness et Mistè la vi a.
Par la suite, d'autres tubes comme Sa ki ta la, Mi tchè mwen de Jocelyne Béroard et Djily, On ti flè, Tendress, Abandoné de Willy Ververt ont marqué les années 1980. Avec Kassav' et Zouk Machine, le son neuf des instruments électroniques participe à l'essor du zouk aux Antilles et en métropole, après le renouveau du kompa zîle, le kompa zîle va concurrencer le zouk.
Deux groupes de kadans se distinguent durant cette période : Kwak et Taxi Kréol de la Martinique. Ils se produisent régulièrement en live et obtiennent rapidement le succès. D'autres groupes évoluant aussi en live se forment (le playback est peu à peu délaissé).
Les tubes des années 1990 sont : Kobay de Jean-Philippe Marthély, Bay chabon, Beso, Fabiola, Ki jan ké fè de Patrick Saint-Éloi, Séré mwen, Komparéson, mennen mwen, Manjo de Kwak, Avan loraj et Foli kanel de Taxi Kreol, Cigarèt, Héros, Un homme de Jean-Michel Rotin, On ti Dousè, Romantik, Mister Radio, Nuit de Miel de Tatiana Miath, Karamel de Gilles Floro, Marie, Somnifè d'Edith Lefel, Natirel de Sonia Dersion, Avoué, San vou de Leïla Chicot, Pran plézi de Pascal Lanclume, Lettre de Fabrice Servier, Atirans de Jérôme, Chéri mwen de Chris Lovard, Tourment d'amour, Love Story d'Eddy Marc, Voilà pourquoi d'Orlane,, etc. Harry Diboula (avec ses tubes Mise au point et Tu me manques) va aussi marquer cette période. Il réalise après Kassav et Zouk Machine la plus grosse vente d'albums aux Antilles (avec l'album Classe affaire vendu à 70 000 exemplaires). C'est une performance notable pour un artiste qui n'est pas produit par une major de la production musicale française.
Le son change, les cuivres disparaissent des morceaux antillais qui sont moins rythmés, mièvres et plus langoureux. De nouveaux talents antillais émergent, comme Patrick Benoit, Leïla Chicot, Richard Birman, Sonia Dersion, Jocelyne Labylle, Thierry Cham, Claudy Siar, Orlane. En 1995 et 1996, le groupe Fuzion et ses deux complices Richard Birman et Alex Catherine sortent deux albums qui connaîtront un énorme succès : Nuit bleue et Vérité cachée (ces albums se vendent à des milliers d'exemplaires). Le groupe Fuzion avec ses tubes Absence, Kupidon, La leçon, Vérité cachée et Nuit bleue va s'imposer avec sa « light kompa » qui fera de nombreux émules en Guadeloupe et en Martinique jusqu'à la fin des années 1990. Puis sur l'album Réal Limit1 (paru en 1998), il y aura d'autres tubes comme Femmes, Nou Bizwen, Konté mwen, Bay et Léon.
Le zouk Love dont le rythme est de plus en plus langoureux est en perte de vitesse en France et en Europe. Seuls des groupes ou artistes comme Kassav, Zouk Machine, Francky Vincent et Tanya Saint-Val arrivent à pénétrer le marché national. Par exemple, en 1991, le titre Tropical sur l'album Soul Zouk de Tanya Saint-Val est au Top 50 (hit-parade français) pendant quatorze semaines. En 1995, l'album Fruit de la passion de Francky Vincent est vendu à 400 000 exemplaires en France (disque de platine).

### Depuis les années 2000
Après l'euphorie des années 1980 et la confirmation des années 1990, des artistes tels que Thierry Cham, Slaï, Medhy Custos, Jane Fostin, Les Déesses et Perle Lama parviennent de nouveau à se classer en bonne position dans les hits nationaux. Slaï est en 2005 disque d'or en France avec son album Florilège vendu à 300 000 exemplaires et les titres Flamme, La dernière danse et Après la tempête vont figurer en bonne position dans les hits nationaux.
Le zouk de la nouvelle génération réussit de nouveau à intéresser le public français. Mais face à la concurrence du rap, du R'n'B, de la salsa, le zouk a encore du mal à se faire une place sur le marché du disque en France et en Europe. L'engouement des années 1980 avec Kassav et Zouk Machine ne se retrouve plus. Autre changement important, c'est l'apparition du français dans les chansons et aujourd'hui, la plupart des artistes chantent en français et délaissent un peu le créole. Le zouk des années 2000 contrairement à celui des années 1980 est moins rythmé avec la disparition des cuivres. Certains nostalgiques[Qui ?] se plaignent de cette évolution du zouk love qui devient moins dansant et monotone. Durant les années 2000, quelques titres vont réussir à se positionner dans les hits nationaux (France), il s'agit de : Océan de Thierry Cham, Flamme, La dernière danse, Après la tempête de Slaï, Pas de glace de Jane Fostin & Médhy Custos, Laisse parler les gens, Ma rivale sur la compil Afro-Zouk Dis l'Heure de Zouk, Emmène-moi, Aime-moi plus fort de Perle Lama, Elles demandent, Ne dit à personne, Les divas de Médhy Custos et On a changé des Déesses, Ancré à ton port de Fanny J. La décennie révèle de nouveaux artistes tels que Orlane, Princess' Lover, Perle Lama, Celia Guitteaud , Custos, Slaï, Patrick Andrey, Christiane Vallejo, Soumia, Laury[Lequel ?], Jean-Marie Ragald, 2 Wayz et Fanny J.
À partir de 2006, le zouk est plus léger. De nouveaux talents apparaissent comme Fanny J, Kim, Lorenz, Jean-Marie Ragald.

### Du zouk à la pop urbaine
À partir de 2017 une réémergence du zouk se fait avec la participation d'artistes issues de la culture urbaine. Leur présence permet un retour aux racines qui se veulent expérimentales et se mélangent aux nouveaux sous genres de la musique africaine (afro-pop, afrobeat, et kizomba), haïtienne (compas gouyad), et latines (reggaeton), dont les rythmes se veulent plus lents et dont certaines sont apparues récemment. Des nouveaux artistes sortent alors du lot tels que Aya Nakamura, Toofan, Dadju, Joe Dwet File, Imen Es, Jayh, Ir-sais.
Les médias s'emparent alors du phénomène et rebaptise alors le zouk en « pop urbaine » de manière a faire sécession au zouk qui peine à faire vendre sur le territoire national au cours des deux décennies précédentes.

## Sous-genres

### Zouk love
Le zouk love est caractérisé par un rythme plus lent. Il s'agit de chansons d'amour pour la plupart des morceaux : les textes parlent souvent d'amour et de problèmes sentimentaux. La proximité entre les deux partenaires de danse est totale, on parle de kolé séré, les mouvements sont lascifs. Patrick Saint-Éloi a produit beaucoup de tubes à succès tels que Darling, Plézi, H2O, West-Indies, Rèv an mwen et Zouké. Il interpréta en duo avec Jocelyne Béroard, Pa bizwen palé. Jean-Philippe Marthély eut du succès avec ses tubes Bel Kréati, Pazapa et Lanmou sé pa djendjen. Mais c'est Jocelyne Béroard avec son tube Kolé Séré en duo avec Philippe Lavil (Disque d'or) qui a permis à toute la France de découvrir cette musique. Le single Kolé séré a été vendu à plus de 500 000 exemplaires en France.
Quelques tubes de zouk love comme J'ai déposé les clés de Jocelyne Labylle et Pas de glace de Jane Fostin ont marqué les années 2000.

## Artistes notables

### Années 1980-1990
- Annick et Jean-Claude (Sentimental, Tendresse matinale, Opération jargon)
- Célia Delver († 2024) (Tu es libre[13])
- César Durcin Vi la (interprète : Patrick Benoît)
- Christiane Vallejo
- David et Corine (En haut en bas, Nuit sauvage, Kochma sacré)
- Dédé Saint Prix (Piblicité, Antiyes la, Lè Man Ka Tann An Ti Mizik Kon Sa)
- Édith Lefel († 2003) (Somnife, Marie, Fanm fo)
- Eddy Miath (La pli, Dou)
- Éric Brouta (Telephone, Metew en contact)
- Éric Virgal (Dé ti bo, Grasse matinée)
- Expérience 7 (Carmélina, Roro, Goudjoua)
- Michelle Maillet
- Francky Vincent (Fruit de la passion, Alice ça glisse, Le tourment d'amour, Le tombeur)
- Frédéric Caracas (Kembé mwen)
- Guy Houllier
- Gilles Floro († 1999) (Karamel, Kalin)
- Harry Diboula (Tu me manques, Mise au point)
- Jacob Desvarieux († 2021) (Banzana, La Ru Zabim)
- Jane Fostin
- Jean-Claude Naimro (Rikwasew)
- Jean-Michel Rotin (Jaloux, Le ou lov, Peyi bondyé)
- Jean-Philippe Marthély
- Jocelyne Béroard (Kolé séré, Siwo)
- Jocelyne Labylle (J'ai déposé les clés, Quand tu veux)
- Joëlle Ursull : Myèl
- Kassav' (Zouk la sé sel médikaman nou ni)
- Kwak : Séré mwen
- Leila Chicot
- Luc Léandry : I salé i sikré, Dans tes yeux, Anba koko-la
- Ludo : Soleil
- Pascal Vallot (Belle inconnue)
- Patrick Saint-Éloi († 2010) (Darlin, Ki jan an ke fe, Ballad kreyol)
- Ralph Thamar (Exil, Polisson)
- Richard Birman (Vérité cachée, la lecon, Kupidon, Absence, Nuit bleue)
- Sonia Dersion (Fo tchimbé, Natirel)
- Tanya Saint-Val (Calin, Boogie Zouk)
- Tatiana Miath (On ti dousè, Romantik)
- Tony Chasseur (Don d'organe)
- Willy Salzedo
- Princess Lover (Mon soleil)
- Zouk Machine (Maldòn fut un des plus grands hits internationaux du zouk)

### Depuis les années 2000
- Richard Birman : Kupidon, La leçon, Vérité cachée, En secret, Minuit, Amélia
- Alan Cavé
- Thierry Cham
- Leila Chicot
- Medhy Custos
- Elizio
- Fanny J :  Ancré à ton port
- Goldee
- Kaysha
- Lady Sweety
- Les Déesses
- LS
- Lynnsha
- Naïma
- Orlane
- Suzanna Lubrano
- Perle Lama
- Princess Lover
- Jean-Marie Ragald
- David Ramen
- Jean-Michel Rotin
- Slaï
- Soumia
- Teeyah
- Tina Ly
- Axel Tony
- Francky Vincent
- Warren